# Ruairí Ó Brádaigh

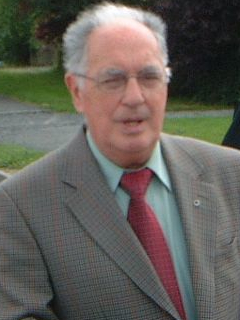
Ruairí Ó Brádaigh

Ruairí Ó Brádaigh (geboren als Peter Roger Casement Brady; * 2. Oktober 1932 in Longford, County Longford, Irland; † 5. Juni 2013 in Roscommon, County Roscommon) war ein irischer Politiker der Sinn Féin und Stabschef der Irisch-Republikanischen Armee (IRA).

## Leben
Ó Brádaigh wurde als Peter Roger Casement Brady in eine republikanisch orientierte Mittelklassefamilie in Longford geboren. Sein Vater, der sich bei der Old IRA engagierte, wurde 1919 bei einem Zwischenfall mit der Royal Irish Constabulary verletzt. Er starb 1942/1943. Seine Mutter war Mitglied bei der Cumann na mBan.
Ó Brádaigh erhielt seinen Schulabschluss 1950 am St. Mel’s College in Longford und studierte dann Wirtschaftswissenschaften am University College Dublin. Seinen Bachelorabschluss erhielt er 1954 und gleichzeitig die Lehrbefähigung an Schulen in irischer Sprache.
1950 trat er der Sinn Féin bei, 1954 der IRA.
1955 überfiel er mit einer Gruppe von Mitstreitern ein Munitionsdepot, die Hazebrouck Barracks, bei Arborfield in Berkshire. Am 30. Dezember 1956 griff er mit der sog. Teeling Column, einer der vier bewaffneten Einheiten der IRA, die Kaserne der Royal Ulster Constabulary in Derrylin im County Fermanagh an. Der Angriff misslang, und die irische Polizei nahm einen Tag später alle irischen Beteiligten im County Cavan fest.
Er wurde zu einer Gefängnisstrafe verurteilt und musste diese im Mountjoy Prison absitzen. Dennoch wurde er für den Wahlkreis Longford–Westmeath bei den Wahlen 1957 in den Dáil Éireann gewählt. Als Teachta Dála im Gefängnis blieb er dem Parlament fern. Er verweigerte sich dem Dáil Éireann, weil er lediglich in einem panirischen Parlament zu reden gedenke. Bei den nachfolgenden Wahlen verlor er sein Mandat wieder.
Mit Dáithí Ó Conaill entkam er Ende September 1958 dem Curragh Military Prison. Vom Oktober 1958 bis zum Mai 1959 wurde er Stabschef der IRA. Er unterstützte seinen Nachfolger Séan Cronin. Im November 1959 wurde Ó Brádaigh erneut inhaftiert und im Mai 1960 wieder freigelassen. Als Cronin festgenommen wurde, rückte er kurzzeitig wieder in die Position des Stabschefs ein.
1966 trat er bei den britischen Unterhauswahlen im nordirischen Wahlkreis Fermanagh and South Tyrone als unabhängiger Republikaner an.
Als sich die IRA und die Sinn Féin in den Jahren 1969 und 1970 auf die demokratisch legitimierten Parlamente einließen, kam es bei dem Parteitag der Sinn Féin am 10. Januar 1970 zum sog. Walkout. Seán Mac Stíofáin hielt gegen die Parteimehrheit an dem radikalen, gewaltbereiten Kurs fest. Er und Ó Brádaigh zogen mit zahlreichen Delegierten aus der Versammlung aus. Kurze Zeit später kam es zur Gründung der sogenannten Provisional Sinn Féin, deren erster Vorsitzender er bis 1983 war. Ó Brádaigh war zeit seines Lebens Kritiker des Marxismus und opponierte regelmäßig gegen die Tendenz der offiziellen IRA und Sinn Féin, kommunistische oder marxistische Positionen  zu übernehmen.
1986 wiederholte sich der Walkout. Wieder stimmte die Mehrheit der Delegierten beim Parteitag der Sinn Féin gegen das Fernbleiben vom Dáil Éireann. Ó Brádaigh gründete mit anderen die Republican Sinn Féin und wurde ihr Vorsitzender. Er widersprach dem Karfreitagsabkommen und verlangte weiterhin die Vereinigung der Republik mit Nordirland. Er sprach sich weiterhin für den bewaffneten Kampf der IRA für das Vereinigungsziel aus.
2009 gab er den Vorsitz der Republican Sinn Féin an Des Dalton ab. 2013 starb er nach langer Krankheit im Krankenhaus von Roscommon.

## Privates
Ó Brádaigh war mit Patsy O’Connor verheiratet und hatte mit ihr sechs Kinder.